# アーディル・アブドゥルマフディー
アーディル・アブドゥルマフディー・アル＝ムンタフィキー（アラビア語: عادل عبد المهدي المنتفكي, Adil Abdul-Mahdi al-Muntafiki、1942年1月1日 - ）は、イラクの政治家。副大統領や財務・石油相、首相を歴任した。シーア派の有力政党、イラク・イスラム革命最高評議会 (SIIC) に所属していた。

## 経歴
バグダードに生まれる。父はシーア派の聖職者で、イラク王国の大臣を務めた。イエズス会系の名門高校、バグダード・カレッジを卒業後、エコノミストとなったが、1969年にフランスに亡命。フランスのシンクタンクに勤務するかたわら、フランス語やアラビア語の雑誌を編集した。
1970年代、アブドゥルマフディーはイラク共産党の最高幹部となった。これより先の1967年にイラク共産党は、1958年に成立した軍事政権への姿勢をめぐって、より協調的な中央委員会派と、一切の妥協を拒む中核派とに分裂していた。アブドゥルマフディーは中核派に入り、その勢力が衰える1980年代初めまで活動を続けた。その後はイラン・イスラム思想に影響され、ルーホッラー・ホメイニーがイラン国内で共産主義者やリベラルな反対勢力を一掃すると、イスラム主義者に転向した。中核派内の自らのグループにイラン人を引き入れ、マルクス主義者としての過去を捨て去り、フランスでホメイニの思想を宣伝することに時間を費やした。1982年にテヘランで設立された亡命政党のイラク・イスラム革命最高評議会にも加わった。
暫定政権で副大統領を務めていた2006年には、現職のイブラーヒーム・アル＝ジャアファリーの対立候補として統一イラク連合 (UIA) から首相に立候補したが、わずか1票差で落選した。その後もアブドゥルマフディーは有力な首相候補とみられていたが、次回の首相選で、UIAが候補に推薦したのはヌーリー・マーリキーであった。アブドゥルマフディーは副大統領に再選され、2011年5月31日まで在任した。
2007年2月26日、アブドゥルマフディーは暗殺未遂に遭遇した。アブドゥルマフディー自身は難を逃れたものの、このとき10人が死亡した。これ以前にも、暗殺未遂の対象には2度なったことがある。また、2009年にはボディーガードがバグダードの銀行で強盗傷害事件を起こした。
2013年7月には、副大統領としての退職年金を放棄することを表明した。
2018年10月2日、大統領のバルハム・サリフから次期首相に指名され、新政権発足まで30日間の猶予を与えられた。10月25日、総選挙から5か月あまり後に、アブドゥルマフディーは首相に就任した。
2019年4月にはベルリンでドイツ首相のアンゲラ・メルケルと会談し、シーメンス社と共同でイラクの電力インフラを改修する事業に140億ドルを投じる計画を発表した。メルケルも両国の経済・安全保障協力の強化と、イラクの復興への努力をドイツが支援することを約束した。
同年10月上旬より反政府デモが発生し、400人以上の死者、1万5000人もの負傷者が出たためアブドゥルマフディーは批判に立たされる。11月29日、同国におけるイスラム教シーア派の最高権威アリー・スィースターニー師が定例の説教で内閣の入れ替えを要求したことを受け、アブドゥルマフディーは首相を辞任する意向を表明。12月1日、イラク議会はアブドゥルマフディーの辞任を承認し、次期首相が選出されるまでは暫定的に首相を務める。
2020年5月7日に首相を退任。